# Doły (Racławówka)
Doły – część wsi Racławówka w Polsce położona w województwie podkarpackim, w powiecie rzeszowskim, w gminie Boguchwała.